# فرناندو سميث
فرناندو سميث (بالإنجليزية: Fernando Smith)‏ هو لاعب كرة قدم أمريكية أمريكي، ولد في 2 أغسطس 1971 في فلينت في الولايات المتحدة.

## وصلات خارجية
- فرناندو سميث على موقع مرجع كرة القدم المحترفة.كوم (الإنجليزية)